# Třída H 166
Třída H 166 byla třída torpédoborců německé Kaiserliche Marine z období první světové války. Celkem byly rozestavěny čtyři jednotky této třídy. Do konce války nebyl dokončen ani jeden. Všechny byly sešrotovány.

## Stavba
Celkem byly objednány čtyři torpédoborce této třídy. Patřily do programu pro rok 1917. Jejich kýly byly založeny roku 1917 v loděnici Howaldtswerke v Kielu. Na konci války byly hotové nejvíce z 60 %. Všechny postrádaly pohonný systém. Dokončen nebyl ani jeden. Všechny byly sešrotovány.
Jednotky třídy H 166:
| Jméno | Zahájení stavby | Spuštění na vodu  | Zařazena do služby | Status                      |
| ----- | --------------- | ----------------- | ------------------ | --------------------------- |
| H 166 | 1917            | 25. října 1919    | –                  | Stavba zrušena, sešrotován. |
| H 167 | 1917            | 26. října 1918    | –                  | Stavba zrušena, sešrotován. |
| H 168 | 1917            | 8. listopadu 1919 | –                  | Stavba zrušena, sešrotován. |
| H 169 | 1917            | 19. října 1918    | –                  | Stavba zrušena, sešrotován. |

## Konstrukce
Hlavní výzbroj představovaly tři 105mm/42 kanóny Utof L/45 C/16 a šest 500mm torpédometů se zásobou osmi torpéd. Neseny byla dva jednohlavňové a dva dvojité torpédomety. Dále bylo neseno až 24 námořních min. Pohonný systém dosahoval výkonu 26 000 hp. Tvořily jej tři kotle Marine, jedna sada parních turbín pro plavby cestovní rychlostí, pohánějící jeden lodní šroub a dvě sady turbín Germania, roztáčející oba šrouby. Nejvyšší rychlost dosahovala 32,5 uzlu. Dosah byl 3255 námořních mil při rychlosti sedmnáct uzlů.